# Grimbergen
Cet article possède des paronymes, voir Grinberg et Grembergen.
Cet article concerne la commune belge. Pour la bière du même nom, voir Grimbergen (bière).
Grimbergen [ˈɣrɪmbɛrɣə(n)] est une commune néerlandophone de Belgique située en Région flamande dans la province du Brabant flamand.
Grimbergen est surtout connue pour son abbaye que fit construire Saint Norbert de Xanten en 1128 et sa bière à haute fermentation, jadis brassée par les moines de l'abbaye.

## Sections de commune
| # | Nom             | Superf. (km²). | Habitants (2020). | Habitants par km² | Code INS |
| - | --------------- | -------------- | ----------------- | ----------------- | -------- |
| 1 | Grimbergen      | 22,17          | 17.376            | 784               | 23025A   |
| 2 | Beigem          | 3,87           | 2.037             | 526               | 23025C   |
| 3 | Humbeek         | 7,96           | 4.574             | 575               | 23025D   |
| 4 | Strombeek-Bever | 4,67           | 13.964            | 2.989             | 23025B   |

## Langues
Deux langues principales sont parlées : le néerlandais mais aussi le français. 35,7 % selon les statistiques des enfants parlant français dans les écoles de la commune. Soit plus d'un tiers.

## Héraldique
|  | La commune possède des armoiries qui lui ont été octroyées le 1er décembre 1981. Elles sont identiques à celles des seigneurs de Grimbergen, une noble famille flamande importante, originaires du château de Grimbergen. Le conseil local a utilisé les armoiries déjà sur ses sceaux connues depuis le XIIIe siècle. En 1846, les armoiries sont blasonnées avec une croix de Saint André, au lieu de deux pieux croisés comme dans les armoiries de la famille. Ceci a été corrigé en 1981. Blasonnement : D'or à la fasce d'azur à deux pieux croisés de gueules brochant sur le tout. - Délibération communale : 26 mars 1981 - Arrêté de l'exécutif de la communauté : 1er décembre 1981 - Moniteur belge : 13 janvier 1982 (sans le blasonnement) et 4 janvier 1995 Source du blasonnement : Heraldy of the World. |

## Démographie

### Démographie: avant la fusion des communes
- Source : DGS recensements population.

### Démographie: commune fusionnée
Graphe de l'évolution de la population de la commune (la commune de Grimbergen étant née de la fusion des anciennes communes de Grimbergen, d'Humbeek, de Beigem et de Strombeek-Bever, les données ci-après intègrent les quatre communes dans les données avant 1977).
- Source : DGS - Remarque : 1831 jusqu'à 1981 = recensement ; depuis 1990 = nombre d'habitants chaque 1er janvier[5]

## Toponymie
En 1125, on trouve le lieu désigné sous la forme de Grentberghis, qui provient de grientbergen, qui désigne en néerlandais des monts de gros sable graviéreux.

## Histoire
Sous le règne du duc de Basse-Lotharingie Godefroid le Barbu, une communauté de chanoines de Saint Augustin s'installa dans la localité. Mais la fondation ne réussit pas, et une seconde communauté s'y forma du temps de l’évêque Odon (avant 1113). Gauthier Ier Berthout, sire de Grimbergen, du premier lignage connu de seigneurs de Grimbergen, céda plusieurs terres à ces moines.
Le duc de Brabant détruisit et incendia le château de Grimbergen, parce que ses seigneurs s'étaient révoltés contre lui. L'ouvrage ne fut pas directement reconstruit et Gérard de Grimbergen s'installa à Ninove, dont il était devenu maître par son mariage avec Mathilde, fille et héritière de Gérard de Ninove. Les ducs de Brabant, victorieux de leurs vassaux, favorisèrent le fractionnement des domaines de la famille de Grimbergen, alors que la législation féodale proclamait en principe l'indivisibilité des fiefs.
Alice, fille et héritière de Gérard de Grimbergen et d'Agnès de Beveren, épousa au début du XIIIe siècle Godefroid de Perwez, fils du duc de Brabant Godefroid III. Leur fille, Marie de Perwez-Brabant, apporta en dot à Philippe de Vianden la terre de Grimbergen qui subit de nombreux morcellements. Elle passa, au début du XIVe siècle, aux Nassau par le mariage de Marie de Vianden avec Othon, sire d'Arkel et comte de Nassau.
Au XVIe siècle, Grimbergen fut confisquée en même temps que les autres propriétés de Guillaume le Taciturne dans les Pays-Bas méridionaux, restés espagnols. Restituée à son propriétaire légitime en 1577, cette terre fut confisquée une nouvelle fois en 1585, et rendue en 1609 à Philippe-Guillaume de Nassau, comte de Buren.
Au XVIIIe siècle, pendant la guerre de Succession d'Espagne, Grimbergen fut une nouvelle fois saisie et confisquée. En 1706, Amélie, princesse de Nassau et d'Anhalt, fit le relief de cette terre au nom de son fils, Jean-Guillaume de Nassau, stadhouder de Frise. En 1730, lui succéda son fils, Guillaume-Charles, qui épousa la princesse Anne de Grande-Bretagne. Cette dernière céda en 1752 la baronnie de Grimbergen à Maximilienne d'Ongnies, princesse de Berghes, qui en possédait déjà la moitié en sa qualité d'héritière de la branche cadette de la maison de Grimbergen.
Dans cette branche cadette, le patrimoine d'Arnoul, mort sans postérité, était passé en 1211 à sa sœur Sophie, qui épousa Walter, seigneur d'Aa. Leur descendante, Jeanne d'Aa épousa en 1389 Henri de Bautersem (alias de Berghes, parce qu'il possédait la terre de Bergen-op-Zoom). Jeanne de Boutersem-Berghes devint, en 1418, la femme de Jean IV-Ier de Glymes-(Berghes), descendant de Jean de Corselaer, bâtard de Brabant. Leur fils cadet Philippe († 1464) assura la succession de Grimbergen (alors que son frère aîné Jean II (1417-1494) continue les seigneurs de Berghes).
En 1625, la terre et baronnie de Grimbergen fut élevée au rang de comté en faveur de Godefroid de Berghes, baron de Stabroek.
En 1686, Philippe de Berghes reçut le titre de prince de Berghes qu'on lui permit d'affecter à la terre de Grimbergen, qui, de ce fait, fut érigée en principauté.
En 1729, la principauté de Berghes passa à Louis-Joseph, comte d'Albert de Luynes lorsque celui-ci épousa la dernière représentante des Glymes-Berghes, Marie-Honorine de Berghes. Ils n'eurent qu'une fille, qui épousa Marie-Charles d'Albert, duc de Luynes et de Chevreuse, et Grimbergen passa à une nièce de sa femme, Maximilienne-Thérèse d'Ongnies, qui releva le fief en 1744. Cette dame réunit à son patrimoine celui que les Nassau possédaient à Grimbergen et elle sépara du tout le village de Londerzeel qu'elle vendit en 1764.
Son cousin et héritier, Othon d'Ongnies, comte de Mastaing et de Jauche, fut reçu en 1777 comme prince de Grimbergen. Sa fille, Marie-Josèphe d'Ongnies épousa Guillaume, comte de Mérode, marquis de Westerloo, prince de Rubempré, dont elle eut quatre fils. En 1793, la princesse de Grimbergen se fit recevoir dans ses domaines et ce fut sans doute la dernière cérémonie féodale qui ait eu lieu en Belgique sous l'Ancien Régime.

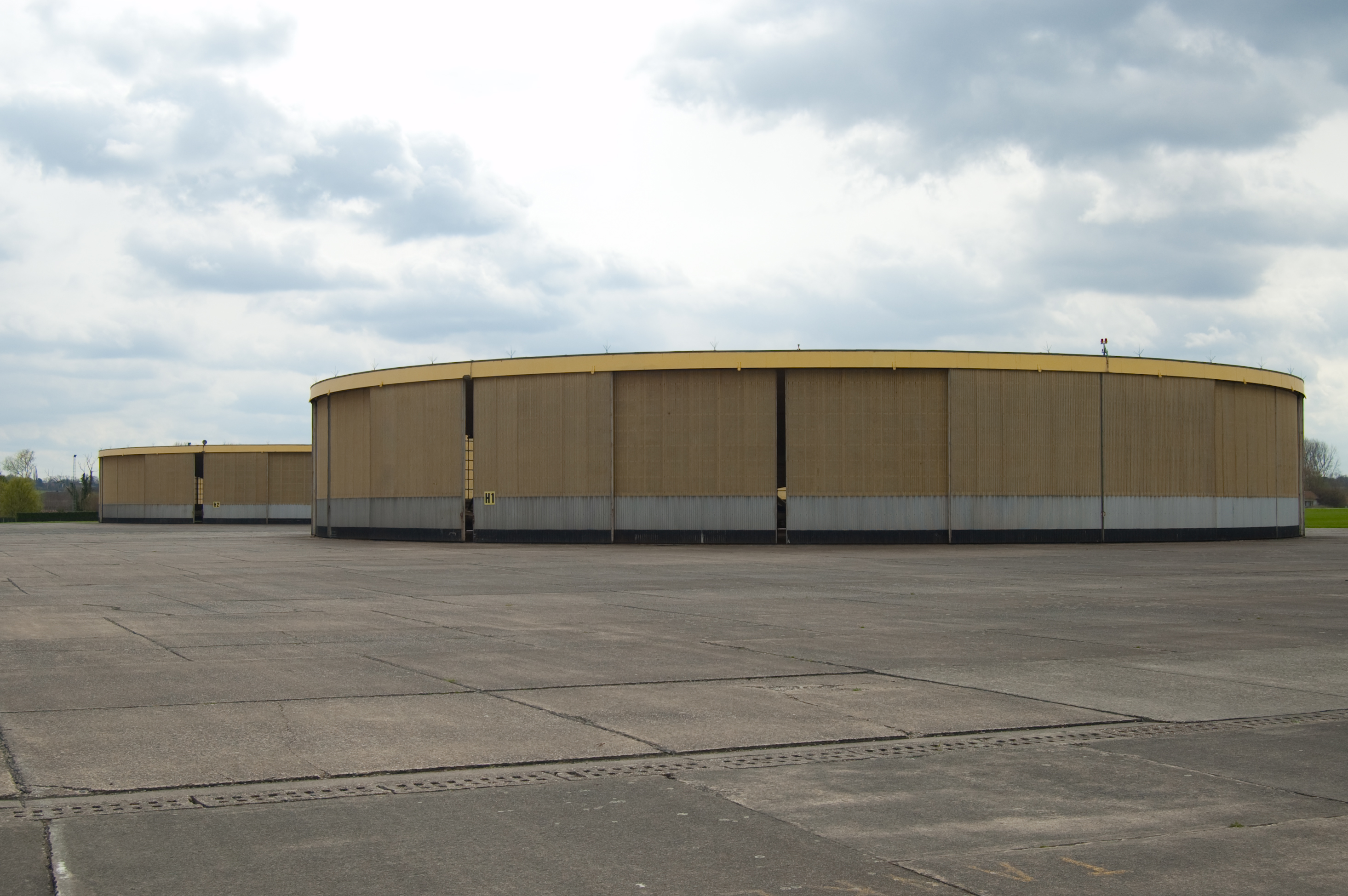
Hangars cylindriques de l'aéroport de Grimbergen, œuvre d'Alfred Hardy protégée depuis 2007.

La mairie ou baronnie de Grimbergen, comprenant 12 villages, faisait partie du Quartier de Bruxelles.

### La communauté de Grimbergen
En 1275, les deux branches du lignage de Grimbergen avaient accordé à leurs sujets une charte calquée sur celle des ducs de Brabant. La terre de Grimbergen comprenait alors notamment les localités suivantes : Grimbergen, Meise, Strombeek, Eppegem, Brussegem, Londerzeel, Rumst, Buggenhout, Tisselt, Baasrode, Willebroek et Boom. Au XVe siècle, ressortissaient à la cour féodale de Grimbergen, 52 fiefs relevant à la fois des seigneurs des deux branches, 175 fiefs tenus des Nassau et 182 tenus des Berghes.